# Robin Holm
Robin Kjell Holm (thailändisch โรบิน เชล โฮล์ม, * 15. August 1999 in Stockholm) ist ein thailändisch-schwedischer Fußballspieler.

## Verein
Robin Holm erlernte das Fußballspielen in der Jugendmannschaft von Vasalunds IF im schwedischen Solna. 2018 wechselte er nach Asien und unterschrieb einen Vertrag in Thailand bei Bangkok Glass. Der Verein aus Pathum Thani spielte in der ersten Liga des Landes, der Thai League. Mitte 2018 wechselte er zu Deffo FC. Mit dem Verein aus Bangkok spielte er in der dritten Liga, der Thai League 3, in der Lower Region. Nachdem Deffo Ende 2018 aus der dritten Liga abgestiegen war, verließ er den Club und schloss sich 2019 dem Zweitligisten Udon Thani FC aus Udon Thani an. Mit Udon spielte er neunmal in der Thai League 2. 2020 wurde er bis zum Saisonende vom Zweitligaaufsteiger Ranong United FC aus Ranong ausgeliehen. Nach seiner Rückkehr wurde der Vertrag mit Udon Thani nicht mehr verlängert und er ging zum schwedischen Klub IFK Eskilstuna in die viertklassige Division 2. Dort absolvierte er 27 Ligaspiele und erzielte dabei neun Treffer. Im Februar 2022 verpflichtete ihn dann der Drittligist Täby FK. Für den Verein bestritt er zwanzig Ligaspiele. 2023 stand er beim unterklassigen Åkersberga FC unter Vertrag. Im Januar 2024 verpflichtete ihn der unterklassige Storskogens SK.